# Áo ngực thể thao

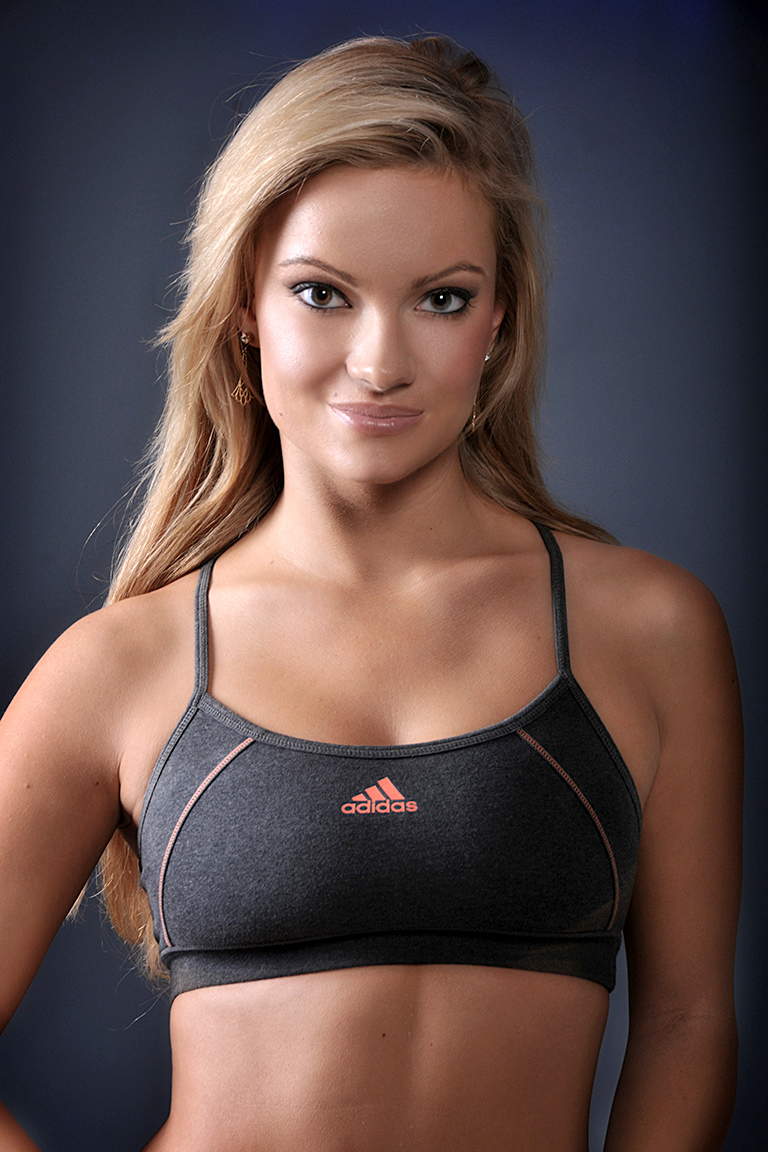
Một người phụ nữ đang mang một chiếc áo ngực thể thao

Áo ngực thể thao là một loại áo ngực mang tới sự hỗ trợ cho vú của người phụ nữ trong lúc hoạt động thân thể. Được thiết kế chắc chắn hơn áo ngực thông thường, chúng giảm thiểu sự chuyển động của vú, giảm thiểu sự khó chịu và giảm đi những tổn thương tiềm tàng ở vùng dây chằng ngực. Nhiều người phụ nữ mang áo ngực thể thao để giảm đi cơn đau và sự khó chịu trên cơ thể khi vú di chuyển trong lúc tập luyện. Một số loại áo ngực thể thao được thiết kế để có thể mặt ở ngoài khi tập luyện những bộ môn như đi bộ. Những phụ nữ có vòng một lớn thường sẽ được hạn chế tham gia vào những hoạt động thể thao hoặc tập luyện, nơi mà vú của họ phải chuyển động liên hồi.

## Thiết kế và lịch sử

Một chiếc Jogbra

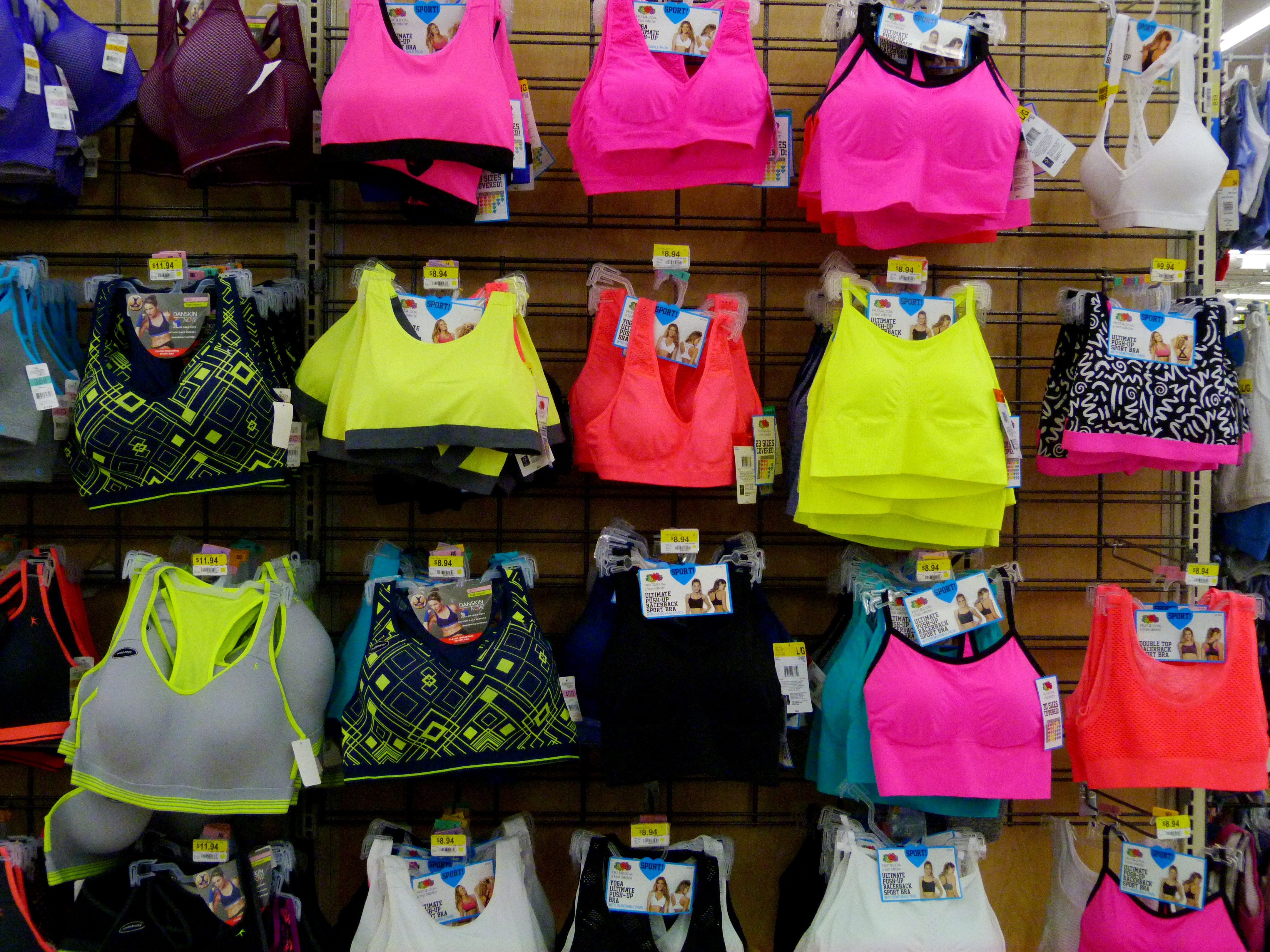
Áo ngực thể thao trong một tiệm buôn

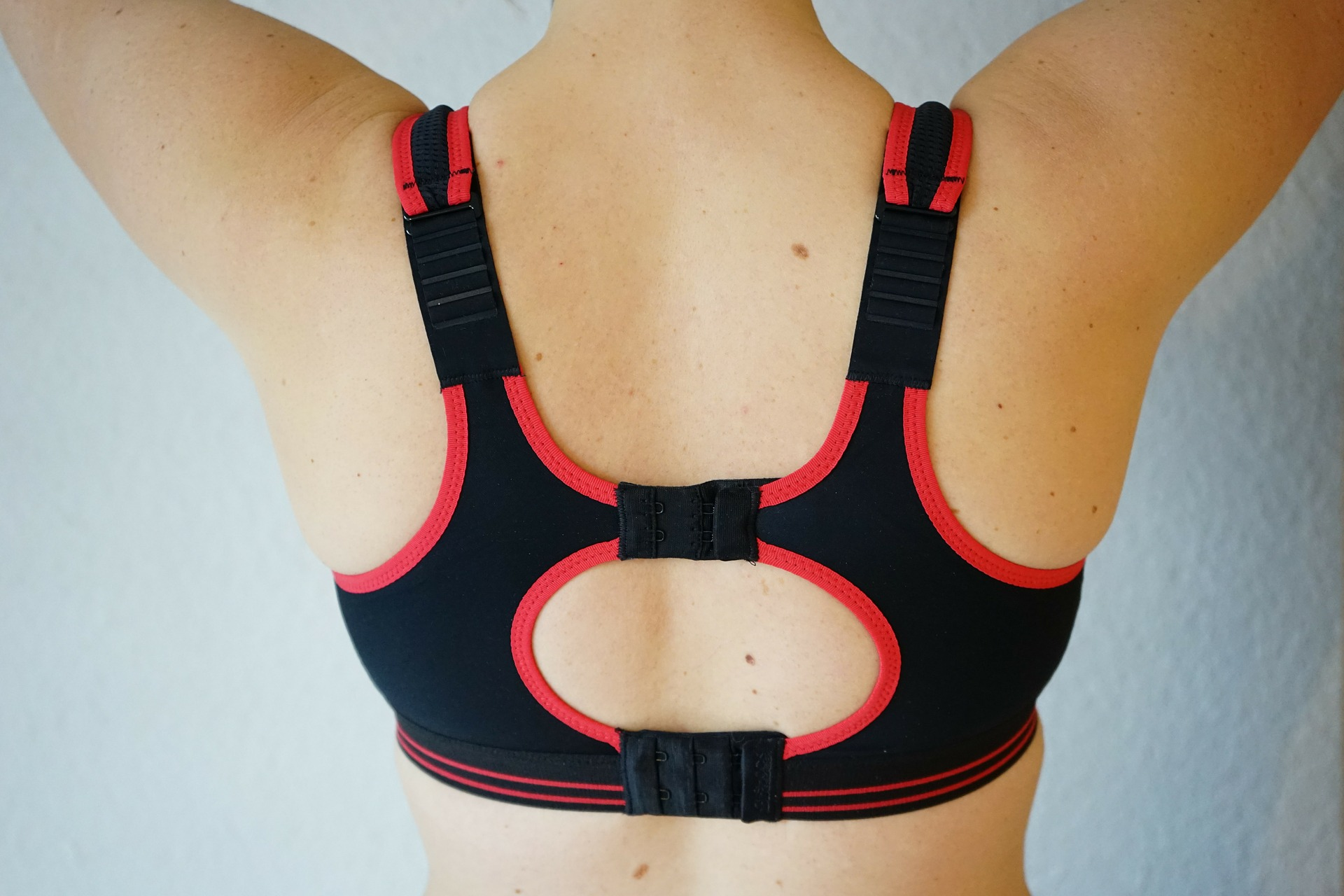
Mặt sau

Áo ngực thể thao thương mại đầu tiên là bộ "Free Swing Tennis Bra" của công ty Glamorise Foundations, Inc. vào năm 1975. Bộ áo ngực thể thao đúng nghĩa đầu tiên, được gọi là "jockbra", ra đời vào năm 1977 bởi Lisa Lindahl và nhà thiết kế phục trang nhà hát Polly Smith cùng với sự giúp đỡ của thư ký Hinda Schreiber. Em gái của Lindahl, Victoria Woodrow thường phàn nàn về những cảm nhận khó chịu khi tập luyện với áo ngực bình thường, ví dụ như tuột dây áo ngực, dị ứng da và mỏi vòng một. Chồng của Lindahl đã đưa ra ý tưởng rằng họ cần có một chiếc Jockstrap (một chiếc đai để bảo vệ và cố định vùng bẹn của nam giới) cho vú của người phụ nữ. Lindahl và Smith cuối cùng chọn may hai chiếc Jockstrap lại với nhau và đặt tên nó là "jockbra", sau đó đổi tên thành "jogbra". Một trong những nguyên bản Jogbra đầu tiên đã được mạ đồng và trưng bày ở cửa hàng ở gần nhà hát họ làm việc.
Vào năm 1990, hãng Playtex mua lại Jogbra từ Lisa và cộng sự của cô. Tiếp đó, giáo sư ngành giải phẫu học Christine Haycock của Đại học Y Dược New Jersey đã có bài nghiên cứu về chuyển động của vú người phụ nữ khi họ tập trên máy chạy bộ. Bà gửi kết quả phân tích và thiết kế mới cho nhà sản xuất, thêm vào một dải băng dài ở dưới đáy và hai dây quai mỏng hơn cho chiếc Jogbra. Đây cũng là thiết kế của áo ngực thể thao hiện tại.
Loại áo ngực thể thao thường thấy nhất thường được thiết kế như áo ba lỗ và được cắt đi nửa dưới, được may bằng chất liệu Lycra, giúp chuyển hướng mồ hồi khỏi phần da, giảm đi sự khó chịu.
áo ngực thể thao cũng được sản xuất cho những nam giới có vòng ngực lớn để giúp họ hoạt động thoải mái hơn.
Dây quai qua vai của áo ngực thể thao thường được làm bắt chéo ở phía đằng sau để giữ cho áo ngực thể thao luôn chắc chắn.

## Sử dụng trong thực tế
Việc sử dụng áo ngực thể thao phụ thuộc vào mức độ hoạt động. Từng hoạt động thể chất khác nhau sẽ cần loại áo ngực có khả năng điều khiển bầu ngực tương ứng. 
- Yoga, Đi bộ chỉ cần loại điều khiển "nhẹ"
- Đạp xe, Leo núi sẽ cần loại điều khiển "trung bình"
- Quần vợt, Bóng đá sẽ cần loại điều khiển "chắc chắn"
- Thể hình, Quyền Anh sẽ cần loại điều khiển "tối đa"

Trong thực tế, áo ngực thể thao không chỉ là phương tiện bổ trợ bên trong. Nó còn là trang phục thi đấu mặc ở bên ngoài của một số môn thể thao.
- Bóng chuyền bãi biển có trang phục thi đấu là áo ngực thể thao và quần bikini. Các vận động viên có thể chỉ mặc áo ngực thể thao hoặc có thể lót thêm một lớp áo ngực thường hoặc áo tắm bên trong. Trong thực tế, đa phần các vận động viên của bộ môn này đều mang thêm áo tắm để hạn chế việc núm vú cương cứng xuyên vào áo ngực thể thao, dù điều đó mang lại sự thiếu thoải mái. Liên đoàn bóng chuyền quốc tế luôn có hãng tài trợ cho loại áo ngực thể thao mà các vận động viên bắt buộc phải mang khi thi đấu trong hệ thống FIVB World Tour, ví dụ như Nike năm 2006, Descente từ năm 2007 đến 2012, và Merooj từ 2013 đến nay.
- Điền kinh có trang phục thi đấu đa dạng. Đa số các vận động viên nữ sử dụng áo ngực thể thao khi thi đấu. áo ngực thể thao dùng trong điền kinh thường to, dày và chắc chắn hơn so với các môn khác. Tuy nhiên giữa các phân môn với nhau thì áo ngực thể thao cũng có sự khác biệt, như ở những môn chạy thì áo ngực thể thao có mức điều khiển "chắc chắn" hơn những môn theo lượt như nhảy cao, nhảy xà.